# Paullinia tetragona
Paullinia tetragona är en kinesträdsväxtart som beskrevs av Jean Baptiste Christophe Fusée Aublet. Paullinia tetragona ingår i släktet Paullinia och familjen kinesträdsväxter. Inga underarter finns listade i Catalogue of Life.